# Julie Halard-Decugis
Julie Halard-Decugis (Versaille, 10 de Setembro de 1970) é uma ex-tenista profissional francesa, conhecida por ser uma especialista em duplas.

## Grand Slam finais

### Vitórias (1)
| Ano  | Campeonato | Parceiro    | Oponente                     | Placar        |
| 2000 | US Open    | Ai Sugiyama | Cara Black Elena Likhovtseva | 6–0, 1–6, 6–1 |

### Vice (1)
| Ano  | Campeonato | Parceiro    | Oponentes                      | Placar   |
| 2000 | Wimbledon  | Ai Sugiyama | Serena Williams Venus Williams | 6–3, 6–2 |